# Рисовая бюргерия
Рисовая бюргерия (лат. Buergeria japonica) — вид бесхвостых земноводных из семейства веслоногих лягушек. Эндемик Японии.

## Внешний вид и строение
Лягушки довольно маленькие и стройные. Длина тела самки от кончика рыла до анального отверстия от 2,7 до 3,7 см, самца — от 2,5 до 3,0 см. Сверху они окрашены в красновато-коричневый или серый цвет. Могут быть однотонными или иметь нечеткий темный рисунок. Дорсолатеральная складка (идущая сбоку сзади) отсутствует, но четкая складка проходит над барабанной перепонкой. Также имеется Х-образная складка между плечами и небольшие бугорки на коже над глазами. Между пальцами передних лап нет перепонок, но между пальцами задних ног они есть. Взрослые головастики достигают общей длины более 3 см. У них овальная голова, удлиненное тело и удлинённый хвост.
Этот вид можно отличить от симпатрических видов лягушек, таких как Kurixalus eiffingeri, по X-образной складке и бугоркам над глазом.
У самцов есть центральный подкагулярный звуковой мешок и пара голосовых отверстий. Брачный призыв несколько варьирует от острова к острову. Он представляет собой серию стрекотающих звуков, иногда сопровождаемых низкой трелью.

## Образ жизни
Встречаются на высоте около 300 м над уровнем моря, как у побережья в районах, куда проникает соленая вода, так и в лесах и горных районах. В основном они встречаются на земле и на камнях. Брачный сезон длится с марта по ноябрь. Самки откладывают икринки по отдельности в стоячую воду. Икринки выдерживают небольшое повышение солёности воды. Они темно-коричневого цвета, их диаметр от 1,2 до 1,4 мм. Головастики иногда встречаются в горячих источниках, где могут выдерживать температуру до 40 ° C. Это наблюдалось на Кутиносиме. Самая высокая температура воды, при которой было обнаружено не менее четырех головастиков, составила 41,5 °С, а самая высокая для одного животного — 46 °С. Головастики на Тайване, которые сейчас относятся к самостоятельному виду, также могут переносить высокие температуры воды.

## Ареал и угрозы виду
Эндемик Японии. Ареал простирается через центральные острова Нансей от островов Токара на юг до островов Окинава. В 2020 году популяции на юге островов Рюкю и северо-западе Тайваня были описаны как отдельный вид Buergeria choui. Популяции восточного и южного Тайваня принадлежат к Buergeria otai. Третий вид рода Buergeria, распространенный в Японии, — Buergeria buergeri, который встречается на главных островах Хонсю, Кюсю и Сикоку.
МСОП и национальный Красный список исчезающих видов Японии классифицируют Buergeria japonica как не находящуюся под угрозой (наименьшее беспокойство), а популяционную тенденцию как стабильную. Большая часть ареала располагается на охраняемых территориях.